# Maria Olbe
Maria (Mie) Olbe, född 20 augusti 1937, död 4 augusti 1999 i Oscars församling i Stockholm, var en svensk TV-pionjär.

## Biografi
Maria  Olbe var dotter till Brita Åkerman, pionjär inom forskning om hem och bostad, och Alf Johansson, professor och nationalekonom. En av hennes mostrar var Carin Boalt, professor i byggnadsfunktionslära i Lund. Föräldrarna tillhörde kretsen kring Alva och Gunnar Myrdal. Hon var gift med Göran Olbe, överläkare vid Danderyds sjukhus.
Maria Olbe utbildade sig till inredare på Konstfack och studerade språk och sociologi vid Stockholms universitet. 1961 började hon på kulturavdelningen vid Sveriges Radio/TV. Från 1963 var hon producent vid Hem- och familjesektionen som hörde till Samhällsredaktionen. 1987 blev hon produktionschef för Kanal 1:s dokumentärfilmsredaktion vid Sveriges Television.
Maria Olbe är gravsatt på Vårdinge kyrkogård.

## Filmografi (urval)
Programuppgifterna är samtliga hämtade från Svensk mediedatabas.
| Sändnings- datum          | Sveriges Television | Insats    |
| ------------------------- | --- | --------- |
| 1962-10-30                | Streck, former och färg                                                                                                   | producent |
| 1963-09-10                | Handaslöjd av i dag: hur den folkliga slöjdtraditionen bevarats och utvecklats inom hemslöjden                            | producent |
| 1964-03-17                | Daghem, hemhjälp, kollektivhus m.m.: vi ventilerar familjefrågor                                                          | producent |
| 1964-10-06                | Lilla samhället: Skolor och utbildning i Årjäng                                                                           | producent |
| 1965-12-02                | Vara i brännpunkt | producent |
| 1967-05-10                | Tala med barnen: hur skall vi ge riktig sexualupplysning                                                                  | producent |
| 1972-03-25                | Insändaren | producent |
| 1972-10-05                | Insändaren: programmet där ni får säga ifrån                                                                              | producent |
| 1975-05-08, 09,16, 23, 26 | Leva tillsammans: dokumentärserie om människor och deras tillvaro i den nya stadsdelen Hallonbergen i Sundbyberg. Del 1-5 | producent |